# Slaget vid Mühlberg
Slaget vid Mühlberg ägde rum den 24 april 1547 under Schmalkaldiska kriget. Slaget stod vid staden Mühlberg i nuvarande Brandenburg i Tyskland. Det tysk-romerska riket med kejsar Karl V i spetsen besegrade protestanterna i det Schmalkaldiska förbundet. Den katolska segern berodde delvis på en förkrossande numerär överlägsenhet, dels Fernando Álvarez de Toledo, hertig av Albas erfarna befäl. Karl V satt på grund av gikt i en stol och åsåg slaget från en närbelägen höjd. Slaget som började tidigt på morgonen gav anfallarna goda möjligheter att komma protestanterna in på livet i den täta morgondimman. Flera protestantiska ledare blev tillfångatagna och avrättade, men många flydde som Martin Bucer vars teologi spreds till England på detta sätt.

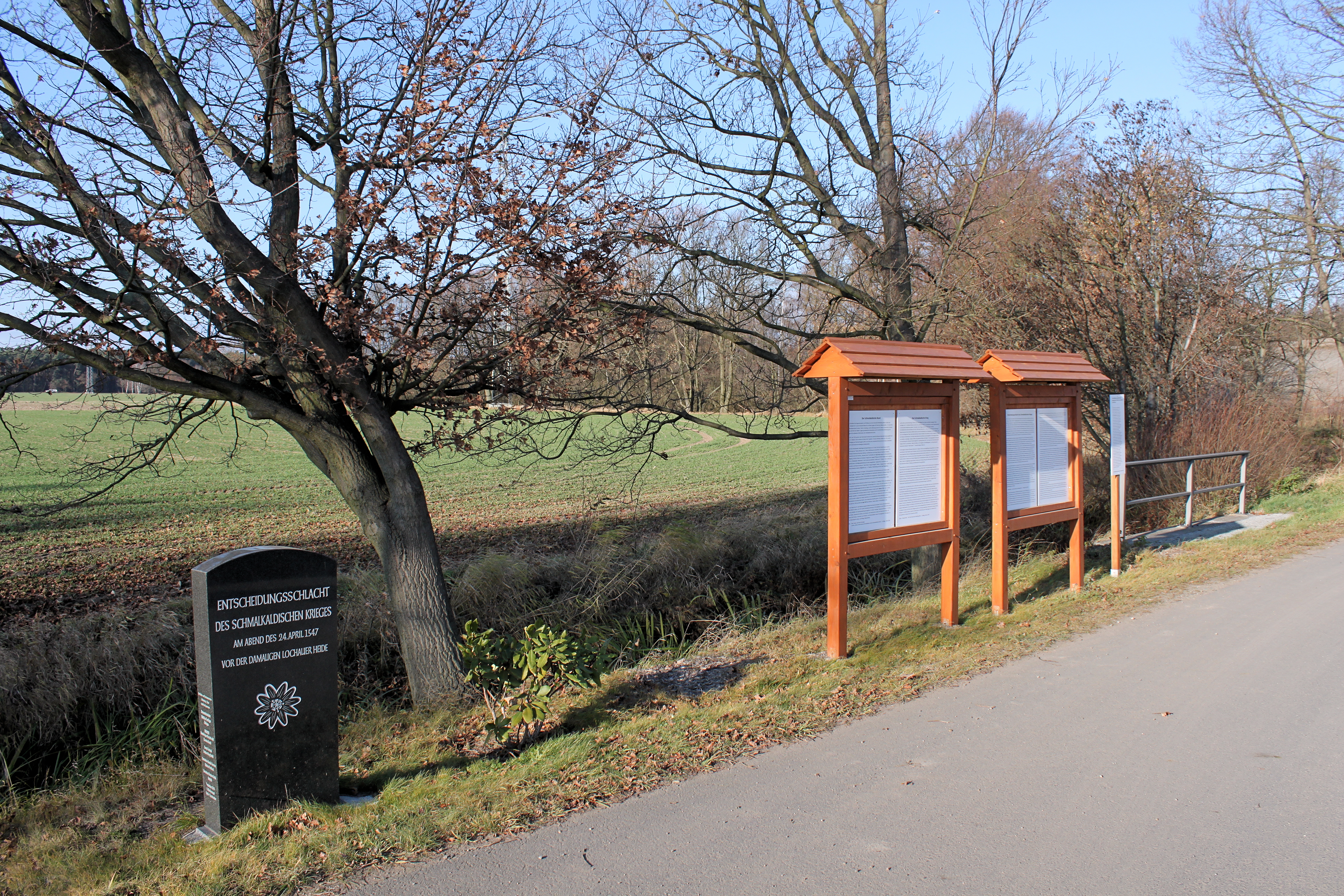
Minnesmärke över slaget.